# あの・・ドリームランドに来ちゃったんですケド。
『あの・・ドリームランドに来ちゃったんですケド。』（あの ドリームランドきちゃったんですケド）は、遊助が2015年に行ったホールツアータイトル。また、このライブを収録したDVDとBlu-ray Discが、2016年3月16日にソニー・ミュージックレコーズから同時発売された。

## 概要
前回のツアー『あの・・最高の出会いを一緒につくりたいんですケド。』からおよそ1年ぶりのツアーとなった。この年は24公演行われた。

## 日程
- 7月13日(月)、よこすか芸術劇場
- 7月14日(火)、よこすか芸術劇場
- 7月19日(日)、グランキューブ大阪 メインホール
- 7月20日(月)、グランキューブ大阪 メインホール
- 7月25日(土)、フェニックス・プラザ 大ホール
- 7月30日(木)、東京国際フォーラムホールA
- 8月1日(土)、神奈川県民ホール 大ホール
- 8月2日(日)、神奈川県民ホール 大ホール
- 8月15日(土)、日本特殊陶業市民会館 フォレストホール
- 8月16日(日)、日本特殊陶業市民会館 フォレストホール
- 8月22日(土)、福岡サンパレス
- 8月23日(日)、福岡サンパレス
- 8月28日(金)、仙台サンプラザホール
- 8月30日(日)、名古屋国際会議場 センチュリーホール
- 9月4日(金)、広島文化学園HBGホール
- 9月6日(日)、倉敷市民会館
- 9月11日(金)、グランキューブ大阪 メインホール
- 9月12日(土)、グランキューブ大阪 メインホール
- 9月19日(土)、大宮ソニックシティ 大ホール
- 9月20日(日)、大宮ソニックシティ 大ホール
- 9月23日(水)、NHKホール
- 9月24日(木)、NHKホール
- 9月26日(土)、神戸国際会館こくさいホール
- 9月27日(日)、神戸国際会館こくさいホール

## DVD
9月24日のNHKホールでの模様を収録しており。NHKホールの模様を収録するのは初である。
「あの・・最高の出会いを一緒につくりたいんですケド。」以来となる約1年ぶりのライブDVDである。
本作は特別コンテンツとしてツアーでもおなじみDJ N.O.B.Bと遊助の爆笑コメンタリーを副音声で収録している。
初回仕様限定盤はトレーディングカード(全4種のうち1種ランダム)が封入されている。

### 収録内容
1. ドリームランドオープニング
2. Yellow Bus
3. V
4. イナヅマ侍
5. 僕の魔法使い
6. Baby Baby
7. たんぽぽ
8. 銀座線
9. ドリームランドの夜
10. タップダンス
11. ルーレット
12. 青春
13. いちょう
14. 俺なりのラブソング
15. 全部好き。
16. きみ
17. Stand up for yourself
18. 今夜は無礼講
19. チャンピオン
20. ミツバチ
21. サヨナラマタナ
22. 世界をつなぐ123体操
23. Take me out to the ball game〜あの・・一緒に観に行きたいっス。お願いします!〜 (ＥＮ)
24. ひまわり (ＥＮ)
25. みんなのうた (ＥＮ)